# جوهان لويز شميت
جوهان لويز شميت (بالدنماركية: Johanne Louise Schmidt)‏ هي ممثلة دانمركية، ولدت في 1983 في الدنمارك.

## وصلات خارجية
- جوهان لويز شميت على موقع IMDb (الإنجليزية)
- جوهان لويز شميت على موقع ألو سيني (الفرنسية)
- جوهان لويز شميت على موقع قاعدة بيانات الفيلم (الإنجليزية)
- جوهان لويز شميت على موقع كينوبويسك (الروسية)